# Alibaba Verlag
Der Alibaba Verlag war ein Verlag in Frankfurt am Main. Er bestand von 1980 bis 2002. Im Jahr 2003 wurde die Betreibergesellschaft Ali-Baba-Verlag-GmbH nach einem Insolvenzverfahren auf Beschluss des Amtsgerichts Frankfurt am Main aufgelöst. Verleger waren das Ehepaar Abraham Teuter und Annegret Freitag-Teuter.
In dem Verlag erschien das Aufklärungsbuch Einfach irre! von Harris und Emberley und der Roman über Karl Marx von David Chotjewitz. Neben dieser Schullektüre veröffentlichte der Verlag auch Anthologien von jungen Autoren und Popliteratur, so den Roman Staring at the Sun von Jan Drees. Zu den Autoren gehörten außerdem Mirjam Pressler und Tamar Bergman.